# Ariake Coliseum

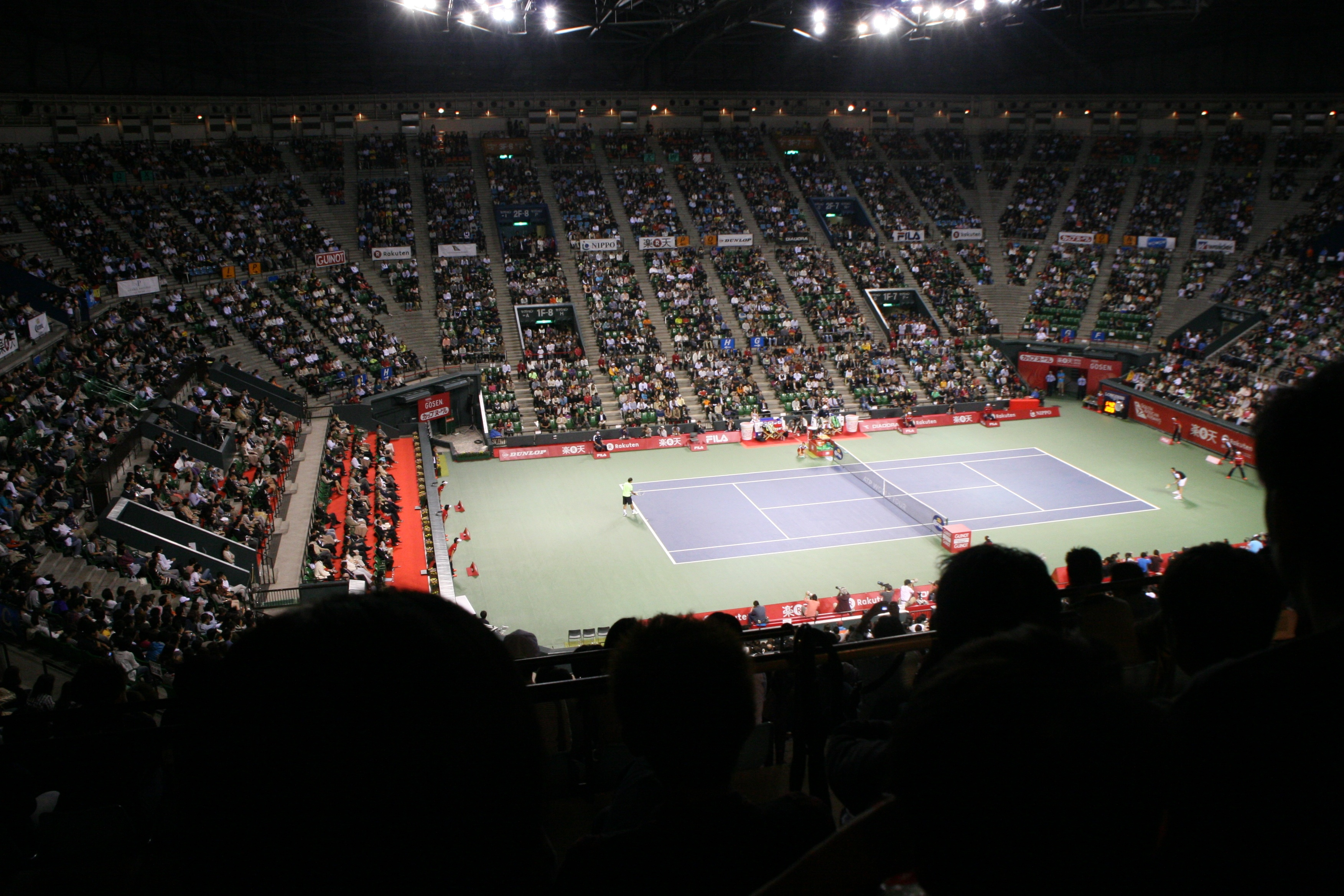
Ginásio configurado para tênis.

Ariake Coliseum (有明コロシアム, Ariake Koroshiamu) é uma arena esportiva localizada na ilha artificial de Ariake, bairro de Koto, em Tóquio, Japão. Sua capacidade é de 10.000 lugares. A arena é utilizada como quadra central para o Japan Open Tennis Championships e o Toray Pan Pacific Open.